# Krzysztof Dzierżek (bratanek)
Krzysztof Dzierżek herbu Nieczuja (ur. pod koniec XVI w., zm. w XVII w.) – dworzanin na dworze Władysława IV Wazy, tłumacz języka tureckiego.
Syn Jana Dzierżka, podsędka lubelskiego. Wraz z bratem Prandotą uczył się języków wschodnich pod kierunkiem stryja Krzysztofa. Dzięki jego protekcji król Zygmunt III Waza posłał go na trzy lata do Turcji, początkowo do Stambułu, a następnie Adrianopola, Silistry i Belgradu. Po powrocie do Polski ok. 1628 został wysłany na Krym w przebraniu kupca ormiańskiego, faktycznie pełniąc funkcję szpiega. Następnie pracował w kancelarii królewskiej i od 1634 używał tytułu „tłumacza tureckiego J.K.M.”. Znał dobrze język turecki, jednak w przeciwieństwie do stryja, nie opanował zawiłego stylu kancelarii sułtańskiej. Odpowiadał za przyjmowanie posłów tureckich i tatarskich. Z funkcji tej wywiązywał się z reguły źle. Posłowie wielokrotnie składali na niego skargi, ponieważ Dzierżek przepijał pieniądze przeznaczone na ich wyżywienie. Jesienią 1636, jako że nie było lepszego kandydata, Krzysztof Dzierżek został wysłany w poselstwie do chana Inajet Gireja. W drodze zatrzymali go Kozacy, którzy chcieli zabrać mu wieziony dla chana żołd. Wypuszczono go dzięki interwencji hetmana Stanisława Koniecpolskiego. Ze względu na to opóźnienie nie zastał już chana na Krymie i musiał jechać za nim na Budziak. W 1639 ponownie wyprawiony go z poselstwem. Z nieznanych przyczyn został aresztowany przez Tatarów i osadzony na kilka miesięcy w Czufut-Kale. Krzysztof Dzierżek dorobił się dużego majątku. W pewnym momencie porzucił służbę u króla i osiadł na wsi.